# Bobby Collins
Robert Young ("Bobby") Collins (Govanhill, 16 februari 1931 – 13 januari 2014) was een Schots voetballer. Hij speelde voor Celtic FC, Leeds United, Everton, Bury, Greenock Morton en Oldham Athletic.
Collins speelde ook 31 interlands voor Schotland en kwam voor zijn vaderland uit op het Wereldkampioenschap voetbal 1958 in Zweden.